# Håfors
Håfors är en småort i Kungsbacka kommun, Hallands län som ligger vid den gamla landsvägen Horred-Idala-Gällinge. Genom byn går gränsen mellan Gällinge och Idala socknar.  
Byn har bevarat sin ursprungliga prägel. 
Här bildar Löftaån ett mäktigt fall, som genom åren drivit sex kvarnar, bland dem Johannes kvarn från 1882 och Annersa kvarn. Den senare nu inredd som museum för Gällinge-Idala hembygdsgille.